# NExBTL
NExBTL es un proceso de producción de biodiésel comercializado por la compañía petrolera finlandesa Neste Oil. Ya sea como una mezcla o en su forma pura, el diésel renovable NExBTL es capaz de complementar o sustituir parcialmente al gasóleo o petrodiésel sin problemas. El diésel NExBTL sin mezclar cumple con los requisitos establecidos por la norma europea CEN EN 590.
A pesar del nombre BTL (biomass to liquid, por sus siglas en inglés), la materia prima es aceite vegetal, y no plantas enteras.

## Proceso
El combustible NExBTL se produce en un sistema patentado de refinación de aceite vegetal. El proceso químico implica la hidrogenación catalítica directa de los aceites vegetales, que son triglicéridos, en la correspondiente cadena de alcanos. La cadena de glicerol de los triglicéridos se hidrogena para el correspondiente alcano C3, propano. Este proceso, a diferencia de la transesterificación de los aceites vegetales, elimina el oxígeno del glicerol.

## Propiedades
El diésel NExBTL, a diferencia del biodiésel transesterificado, no es un combustible oxigenado, sino una parafina transparente e incoloro, con un buen índice de cetano (85 a 99) y mejores propiedades incluso que el gasóleo o petrodiésel. Como es químicamente idéntico al diésel convencional, no requiere ninguna modificación o precaución especial para el motor.

### Punto de enturbiamiento
El punto de enturbiamiento (o punto de gel) se puede ajustar desde -25 °C a -5 °C (-13 °F a 23 °F) durante el proceso de fabricación, en comparación con el diésel de petróleo que se encuentra en un rango de -23 °C a 4 °C (-10 °F a 40 °F), lo que podría mejorar el punto de enturbiamiento del diésel cuando se mezclan.

## Producción
En 2007, se instaló la primera planta de diésel renovable con una producción anual de 170 mil toneladas, ubicadas en la refinería de Porvoo. Dicha planta produce el 6.8% del consumo de diésel en Finlandia (2.5 millones de toneladas). Otra planta de la misma capacidad fue establecida en Porvoo en 2009.
En 2010, Neste completó su tercera planta de diésel renovable, con un valor de €550 millones de euros, la cual se localiza en Singapur. Dicha planta, tiene una capacidad de producción de 800 mil toneladas anuales, lo que la convierte en la mayor planta de diésel renovable en el mundo. Una cuarta planta de la misma capacidad fue puesta en funcionamiento en Róterdam en 2011.

## Insumos
El aceite de palma es la principal materia prima (90%) del NExBTL, aunque una mezcla de aceite de palma, aceite de colza, grasas y residuos de la industria alimentaria también se puede utilizar. 

### Otros insumos
Neste Oil sigue buscando nuevas materias primas para la producción del diésel NExBTL, incluyendo combustible de algas, aceite de jatropa y combustible a partir de microorganismos.

## Uso
El diésel NExBTL se mezcla con petrodiésel y se vende en estaciones de Neste. A partir de 2010, la Unión Europa exige que un 5,75% del mercado de los combustibles de transporte debe ser biocombustibles. Además, la UE decidió el 18 de diciembre de 2008, que en 2020, la cuota de energía procedente de fuentes renovables en todos los tipos de transporte supere por lo menos el 10% del consumo final de energía. Sistemas y regiones sin una red eléctrica serán el mercado a largo plazo para los aceites vegetales hidrogenados, ya que la UE prefiere el uso de electricidad por el factor 2,5.
Entre 2007 y 2011, Neste Oil, el Transporte Regional de Helsinki, VTT Technical Research Centre of Finland y Proventia realizaron un experimento con el diésel renovable NExBTL, de manera que la flota de autobuses sustituyó en un 100% el uso de petrodiésel por NExBTL en la Región de Helsinki. El ensayo, que fue la prueba más grande en campo de un biocombustible producido a partir de materias primas renovables en todo el mundo, fue un éxito: las emisiones locales se redujeron significativamente, con la disminución de las emisiones de partículas en un 30% y las emisiones de óxido de nitrógeno en un 10%, con un rendimiento excelente y sin problemas con los convertidores catalíticos durante el invierno.
Alemania requiere el uso de combustibles renovables, por lo tanto, se espera que sea un importante mercado para NExBTL.[cita requerida]
Tras la propuesta de VDA, Daimler Trucks y Daimler Buses recomiendan el combustible NExBTL como una mezcla para el petrodiésel.

## Emisiones
Neste ha calculado que el uso NExBTL reduce las emisiones de dióxido de carbono en un 40 a 60 por ciento, teniendo en cuenta la producción de toda la cadena de transporte. Debido a la química del proceso, el diésel renovable es un alcano puro y no contiene compuestos aromáticos, oxígeno o azufre.

## Crítica
Actualmente, existe preocupación debido al uso del aceite de palma como materia prima, ya que la deforestación de bosques para dar paso a las plantaciones de palma, compromete la neutralidad de carbono del combustible. En respuesta a esta preocupación, Neste ha unido a la Mesa Redonda sobre Aceite de Palma Sostenible (RSPO, por sus siglas en inglés) para certificar que el aceite de palma se produce en un medio carbono-neutral, respetando así el medio ambiente. Neste compra la mayor parte de su aceite de palma procedente de  IOI, pero requiere de una cadena de producción independiente para el aceite de palma certificado RSPO, a fin de no crear una demanda para la destrucción de la selva tropical.
La deforestación liberaría carbono a la atmósfera, y reducir la capacidad total de carbono de unión de la tierra, por lo que sería contraproducente con respecto al balance de carbono. En 2007, Greenpeace protestó el uso de aceite de palma, concluyendo la posibilidad de que los restos de la tala de árboles. Según Greenpeace, el aumento de la producción de aceite de palma se reduce la superficie disponible, por lo que indirectamente genera la demanda de destrucción de la selva, aunque el aceite de palma es en sí misma selva tropical certificada. Greenpeace señaló RSPO es la organización voluntaria y reclamó la regulación gubernamental en los países productores de aceite de palma, como Indonesia, no puede ser invocado por la corrupción política. Greenpeace también reclamó la palma de aceite diesel en realidad puede producir de tres a 10 veces más emisiones de dióxido de carbono que el diesel de petróleo debido a los efectos indirectos de la tala de manglares, los incendios forestales y la generación indirecta de la demanda de tierras area.20 Greenpeace exige que Neste debe utilizar materias primas nacionales, tales como el aceite de colza o de biogás, en su lugar. Sin embargo, la colza es una fuente de crecimiento más lento, frío-clima con menos carbono vinculante potencial de la palma de aceite, por lo que las emisiones procedentes del cultivo y el transporte proporcionalmente más grave.